# Aimée Crocker
Aimée Crocker, née le 5 décembre 1864 et morte le 7 février 1941, était une héritière américaine qui a voyagé autour du monde, devenant princesse et mystique ; elle est également une auteure connue pour ses aventures en Extrême-Orient, pour ses soirées extravagantes à San Francisco, New York et Paris et pour ses collections de maris et amants, d'enfants adoptés, de Bouddhas, de perles, de tatouages et de serpents.

## Biographie

### Famille
Aimée Crocker est née Amy Isabella Crocker le 5 décembre 1864 à Sacramento du juge Edwin B. Crocker et de sa seconde épouse Marguerite.
Le père d'Aimée était le chef du conseil juridique de la Central Pacific Railroad et l'un de ses principaux investisseurs avec Mark Hopkins, Collis Huntington, Leland Stanford, et son frère Charles Crocker, aussi connu comme The Big four. Ensemble, ils ont construit la partie occidentale du premier chemin de fer transcontinental. Edwin fut également brièvement juge en Californie. Sa mère est également connue, pour la fondation du Crocker Art Museum de Sacremento, le musée d'art ayant le plus ancien fonctionnement continu de l'ouest américain, qui fut à ses débuts la plus grande collection d'art privée du pays.
Aimée était également la cousine de William Henry Crocker, humanitaire et président de trois grandes institutions de la côte Ouest : la Crocker Banque (qui fut la 14e banque des États-Unis), l'université de Californie, et l'Académie des sciences de Californie. Quand une grande partie de la ville de San Francisco fut détruite par le feu qui suivit le tremblement de terre de 1906, William Crocker et sa banque eurent un rôle crucial dans le financement de la reconstruction. Sa femme Ethel Crocker était la principale, sinon la seule, patronne de l'impressionniste français en Californie ; elle possédait des tableaux de Claude Monet, Eugène Boudin, Camille Pissarro, Pierre-Auguste Renoir, et d'Edgar Degas.
Un petit-fils d'Aimée, Gerald Russell fut naturaliste, aventurier et cryptozoologiste qui participa à plusieurs expéditions très médiatisées, y compris celle de Percy Sladen en Afrique où il aurait rencontré un Mokèlé-mbèmbé, grand animal non classifié, dans les forêts d'altitude du Cameroun britannique. Dans les montagnes d'Assumbo, il a été témoin du vol d'une créature ailée géante connue sous le nom d'Olitiau. En 1936, Russell rejoignit l'expédition au Tibet de Ruth Harkness, qui fut la première à réussir à capturer le presque mythique beisung. En 1958, Russell a été choisi pour diriger la Slick-Johnson Snowman Expedition au Népal, au cours de laquelle son guide aurait affirmé avoir vu un Teh-lma, qui est le plus petit type de Yeti, dans la partie supérieure de la vallée de l'Arun du Népal.

### Enfance
Aimée Crocker était la sixième d'une famille de quatre filles, deux garçons, et d'une demi-sœur. Trois des enfants moururent jeunes. Aimée reçut une fortune de 10 millions de dollars en 1875 (196 millions de dollars en dollars de 2010) à la mort de son père, « E. B »,. Deux ans plus tard, sa mère Margaret décida de l'envoyer finir ses études à Dresde, en Allemagne. Elle y fut présentée à la cour et connut sa première histoire d'amour, elle fut fiancée au prince Alexandre de Saxe Weimar. Elle eut à cette époque aussi une brève affaire avec un torero espagnol.
Aimée devint connue nationalement en 1883, lors d'un voyage à Los Angeles pour sa lune de miel avec le premier mari, Porter Ashe. Le train les transportant devint incontrôlable alors qu'il était au sommet d'une colline à Tehachapi, tuant 21 personnes et en blessant grièvement 12 autres. Le jeune mari d'Aimée, dont les ancêtres ont donné leur nom à Asheville et dont l'oncle était durant la guerre civile l'Amiral David Farragut, a été crédité pour avoir mis des personnes en sécurité. Selon la une du New York Times, Porter Ashe “avait fait preuve d'un grand sang-froid et d'un héroïsme pendant l'incendie des voitures. Après avoir évacué sa femme et leur femme de chambre par la fenêtre de la couchette, il porta assistance à l'ancien gouverneur de Californie John G. Downey qui était coincé dans des éboulis et lui sauva la vie”.
Peu de temps après la naissance de leur fille Gladys (surnommée « Alma »), leur mariage commença à ne plus fonctionner. Porter se lança dans une suite de spéculations ruineuses, il dépensa une petite fortune sur des étalons de course, puis revendit la plupart à perte pour couvrir des dettes contractés en jouant. Porter devint patron de boxeurs et commença à fréquenter les favorites du ballet et de l'opéra comique. Ses amitiés avec les actrices Lillie Langtry et Lotta Crabtree étaient l'objet de nombreuses rumeurs. Aimée Crocker apparaissait à tous les évènements à la mode, mais toujours avec un jeune cavalier et non son mari.
Aimée écrivit à propos de son ami et génie littéraire Oscar Wilde, qui lui rendait fréquemment visite à son domicile de San Francisco, dans son autobiographie And I’d Do It Again, parue en 1936. Dans ses mémoires, Aimée raconte l'histoire une mémorable partie de jeu à boire que le « magnifique » Wilde gagna au cours d'une de ses visites.
La rupture du premier mariage d'Aimée fut un scandale national. Porter Ashes et son frère, Sydney, kidnappèrent sa fille Gladys à Los Angeles, tandis qu'Aimée et sa mère assistaient à un mariage. Les accusations et contre-attaques font les unes de la presse durant toute la bataille juridique pour la garde, et le palais de justice attire une foule de centaines de personnes. En dépit de la réputation de Porter comme un joueur notoire, de l'enlèvement de sa fille, et malgré la fortune colossale de Crocker, celle-ci n'obtient pas la garde de leur fille : il semble qu'Aimée a la pire réputation des deux. Porter quitta le palais de justice avec l'enfant, mais Gladys fut plus tard adoptée par sa grand-mère maternelle.

### Vie en l'Extrême-Orient
Après l'humiliation publique de perdre son enfant face à son mari, Aimée décida de laisser Gladys aux soins de sa mère et d'aller faire un tour complet de l'Extrême-Orient, faisant une première escale à Hawaii. Le roi Kalākaua était tellement épris d'Aimée qu'il lui donna l'une de ses îles et un titre officiel : Princesse Palaikalani (qui signifie Béatitude du Ciel). Elle trouva un compagnon de voyage de fortune avec son second mari, Henry Mansfield Gillig. Gillig était un commodore, prestidigitateur et chanteur d'opéra amateur respecté qui cultivait sa voix auprès du maître polonais Jean de Reszke. Après l'avoir entendu chanter, la légende de l'opéra Adelina Patti a insisté pour que le ténor chante chanson après chanson, alors qu'elle écoutait dans un silence extatique.
L'autobiographie d'Aimée Crocker chronique de nombreuses aventures exaltantes et affriolantes durant sa vie en Extrême-Orient, parfois avec Gillig et parfois voyageant seule, incluant : une évasion à glacer le sang des mains des chasseurs de têtes de Bornéo, un empoisonnement à Hong Kong, une tentative de meurtre par lancer de couteaux par des serviteurs de Shanghai, trois semaines dans le harem de Bhurlana (Aimée a prétendu être la première femme anglophone à avoir vu l'intérieur d'un harem), une recherche du kaivalya (libération par l'isolement) dans la grotte du grand Yogi Bhojaveda à Poona, et deux étranges expériences sensuelles : l'une avec un boa constrictor indien, et l'autre avec un violon chinois dans la maison des panneaux d'ivoire. Lors de son retour à New York après avoir vécu en “Orient” durant dix ans, elle devint l'excentrique nationale, couverte de tatouages, portant des serpents autour du cou aux fêtes et déclarant son amour pour Bouddha. Chaque mouvement d'elle faisait la une des journaux.
Tout au long de son mariage avec Gillig, Aimée a eu plusieurs affaires avec de puissants asiatiques, qui sont racontées dans ses mémoires. Elle a eu une histoire de trois ans avec la figure littéraire Edgar Saltus. Saltus, acclamé par les autres écrivains de son époque, était connu pour sa prose très raffiné et pour ses intrigantes fictions historiques. Il a également écrit deux livres de philosophie, The Philosophy of Disenchantment et The Anatomy of Negation. Son roman Daughters of the Rich a été filmé en 1923.

### Vie à New York
Aimée Crocker rencontra son troisième mari, le véritable amour de sa vie, Jackson Gouraud à l'occasion d'une colonie bouddhiste qu'elle avait organisée (on dit que ce fut la première à Manhattan). Gouraud était un auteur de comédies musicales qui a donné à Broadway plusieurs mélodies ragtime célèbres. Il a aussi été l'auteur de l'un des premiers tubes de l'histoire avec sa chanson “Waldorf-Hyphen-Astoria”. Son père, le Colonel George Gouraud, était lui-même un personnage d'envergure internationale, qui agissait comme agent de Thomas Edison en Europe. Il aida à fonder l'Edison Telephone Company of London, et un certain nombre de sociétés européennes utilisant les technologies d'Edison.
Ensemble, Aimée et son troisième mari adoptèrent deux enfants, Reginald et Yvonne (elle en adopterait deux de plus ensuite : Dolores et Yolanda), et acquirent de nombreux bulldogs. Les Gourauds vivaient dans des maisons glamour aux thèmes orientaux de Manhattan et Long Island. Ils avaient aussi les tatouages des initiales des autres membres de la famille inscrits à l'intérieur d'un enroulement de serpents. Aimée fut à cette période réunie avec sa fille naturelle, Gladys, qui allait se marier avec le frère de Jackson, Powers Gouraud, faisant de sa fille (qui était déjà légalement sa sœur) sa belle-sœur.

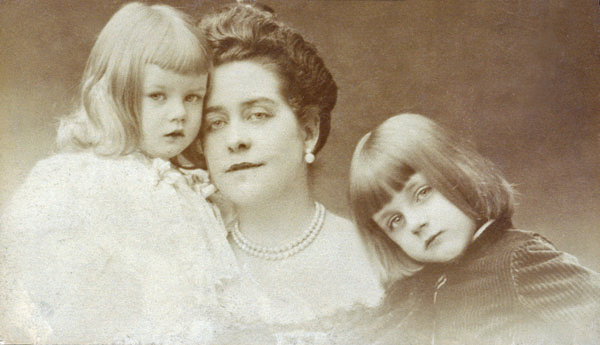
Aimée avec ses enfants Yvonne et Reginald (vers 1905), photo du Crocker Art Museum.

Leur famille devint bien connue des soirées de Broadway et assistaient à la totalité des soirées d'ouverture des plus grands théâtres. Aimée se lia d'amitié avec les grands de l'époque, dont Anna Tenue, David Belasco, John Drew, et la famille Barrymore. Son bon ami, le légendaire ténor italien Enrico Caruso, lui rendait souvent visite à New York et fit parfois des représentations chez elle. Finalement, Aimée fut invitée à jouer elle-même sur Broadway à la grande ouverture du théâtre des Folies Bergère dans le vaudeville de Rennold Wolf “profane satire”, avec une musique d'Irving Berlin.
Les Gourauds firent à nouveau les grands titres au début du XXe siècle, lorsque leur somptueuse maison de maître sur Long Island Sound fut complètement détruite par un incendie, et aussi lorsque plusieurs des bulldogs primés d'Aimée furent empoisonnés. Aimée et Jack étaient connus pour "s'encanailler" avec la lie de la basse-ville de New York avec leur bon ami et maire de Chinatown auto-proclamé Chuck Connors, qu'Aimée disait régner sur le monde souterrain. Ce personnage haut en couleur fut ensuite porté à l'écran dans le film "Les faubourg des New-York" avec Wallace Beery.
À cette période, Aimée commença à organiser des fêtes somptueuses. Elle fit une fête sur le thème de Robinson Crusoé sur les toits de Paris en 1905. Dans un cirque de province puis à l'Hippodrome, le plus grand théâtre à New York à l'époque, elle apparaissait en laitière sur le dos d'un éléphant. Son partenaire pour la soirée état le légendaire Wilson Mizner qui allait plus tard devenir copropriétaire du Brown Derby. Une autre apparition mémorable fut en Madame de Pompadour, dans une fête costumée à Paris, et un autre gala tenu chez elle, où son animal de compagnie boa constrictor, Kaa, était l'invité d'honneur.
Son couronnement en tant que “Entertainer of Entertainers”, qui fut salué par la presse partout dans le monde, est “la danse de toutes les nations” : le programme de la soirée mettait en vedette le danseur “Salomé”, le curieux Vienne Viggle, et la danseuse “cannibale” Dogmeena, dont le costume était de l'huile de noix de coco et une ceinture rouge et qui, avec enthousiasme, dansait La Danse des Igorrotes. Aimée, apparaissant dans des perles “qui permettraient d'habiller un bébé et de payer la rançon d'un roi” ravit la société en dansant La Madrilena, un tango argentin avec l'un de ses plus récents admirateurs. Un peu plus tard, avec un énorme serpent autour du cou, elle est apparue dans La Danse du Cobra.
Aimee Crocker en voyant le sort d'Odette Valéry, danseuse tombée dans la misère et qui avait fait sensation au Manhattan Opera en dansant le dernier acte de Samson et Dalila, avec un serpent, donne un bal en son honneur pour collecter des fonds au Martin's (New York) (en). Elle porte un python vivant autour du cou pour l'événement.

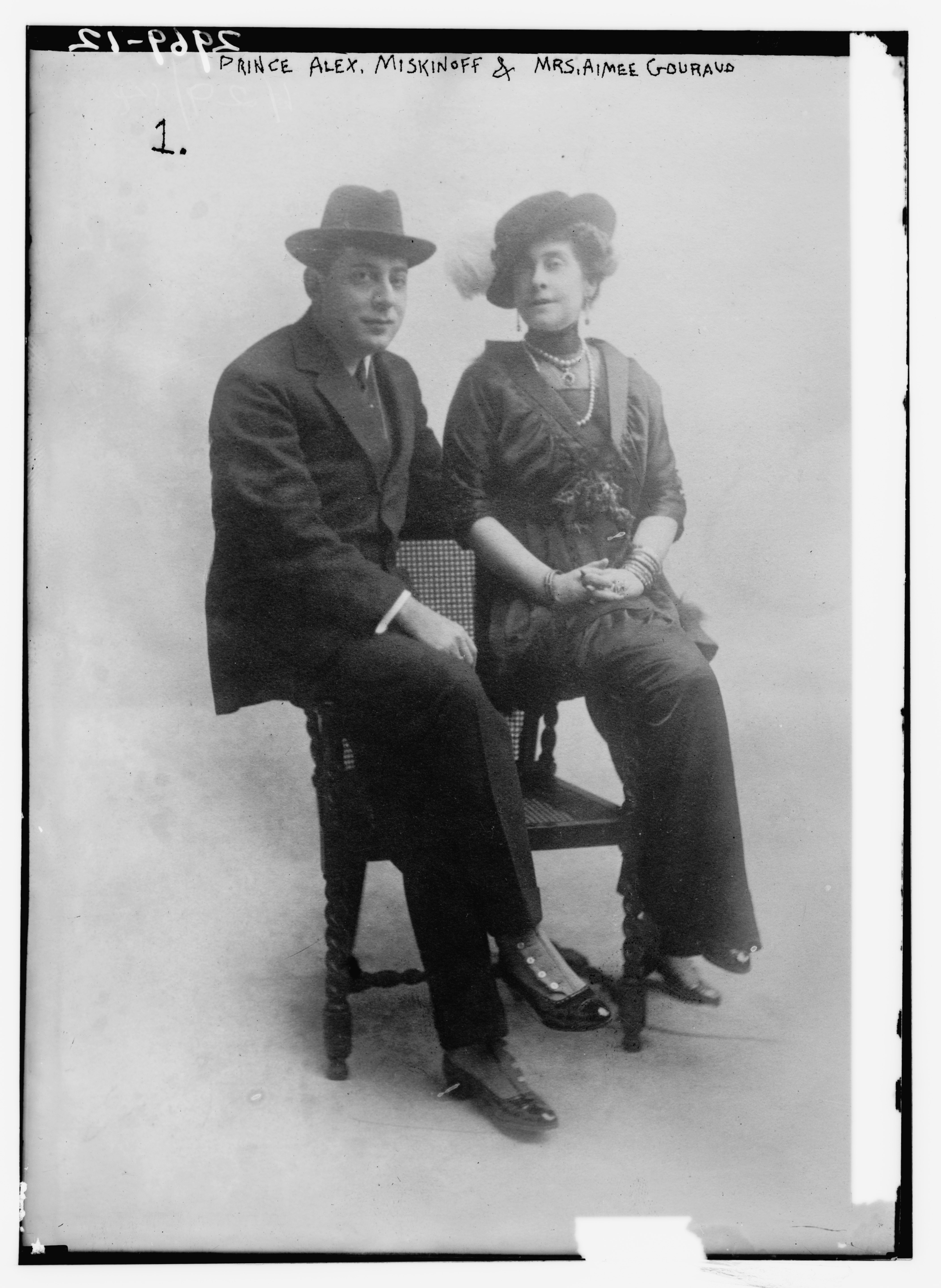
AiméeCrocker et Alexander Miskinoff en 1914.

### Vie à Paris
Après la mort de Jackson  d'une crise aiguë d'amygdalite, Aimée fut hospitalisée à Paris. Elle réapparut en public pour promouvoir un livre d'histoires courtes "arabesques", ainsi que son éditeur les qualifiait, ayant pour  titre Moon Madness and Other Fantasies, qui ne sortait pas de son imagination mais de ses dix années de séjour à l'étranger. Elle changea aussi l'orthographe de son nom en passant de Amy à Aimée, et plaça ses enfants dans un hôtel particulier de Paris surnommé “la maison de la fantaisie”. Aimée allait vivre les prochaines 27 années à Paris, faisant d'incroyables fêtes et hébergeant des jeunes artistes et nobles russes exilés.
Elle était liée à de nombreux hommes après la mort de Jackson, y compris Eduardo García-Mansilla, grand musicien argentin, compositeur et diplomate avec qui elle écrivit une chanson ; Genia D'Agarioff, baryton d'opéra qui est crédité avoir été le premier à chanter en langue russe à Londres et à Paris ; 
le compositeur, artiste, designer, réalisateur et arrangeur Melville Ellis ; Jacques Lebaudy, l'“Empereur du Sahara” autoproclamé, et le légendaire acteur français Édouard de Max, “l'homme le plus beau de Paris”.
Un autre prétendant notable au cours de cette sombre période, après que l'homme de sa vie soit mort et que le monde était en guerre, fut l'occultiste Aleister Crowley, qui a été surnommé “l'homme le plus tordu du monde”. Crowley a écrit au sujet de leur affaire mémorable dans les détails graphiques dans son journal. Il la demanda en mariage à peu près chaque fois qu'ils se virent ou s'écrivirent pendant dix ans.
Aucun de ces prétendants n'étaient suffisamment résistant au tabasco à son goût.
Bien qu'Aimée conserva le nom de Gouraud pour le reste de sa vie, elle eut deux autres mariages/divorces scandaleux médiatisés à l'échelle internationale avec des princes russes, tous deux plus jeunes qu'elle de plusieurs décennies. Son quatrième mari, Alexandre Miskinoff, provoqua des remous sur les deux continents quand il fut accusé d'avoir eu une liaison extraconjugale avec Yvonne, la fille adoptive d'Aimée alors âgée de 15 ans. Aimée épousa son cinquième et dernier mari, le prince Mstislav Golitsyne, alors qu'elle avait 61 ans et lui 26. Lorsqu'un ami qui avait perdu le compte de ses mariages lui demanda si Mstislav était son cinquième ou son sixième mari, elle répondit “Le prince est mon douzième mari si j'inclus dans ma liste matrimoniale les sept maris orientaux qui ne sont pas reconnus par la législation occidentale”.

## Mort

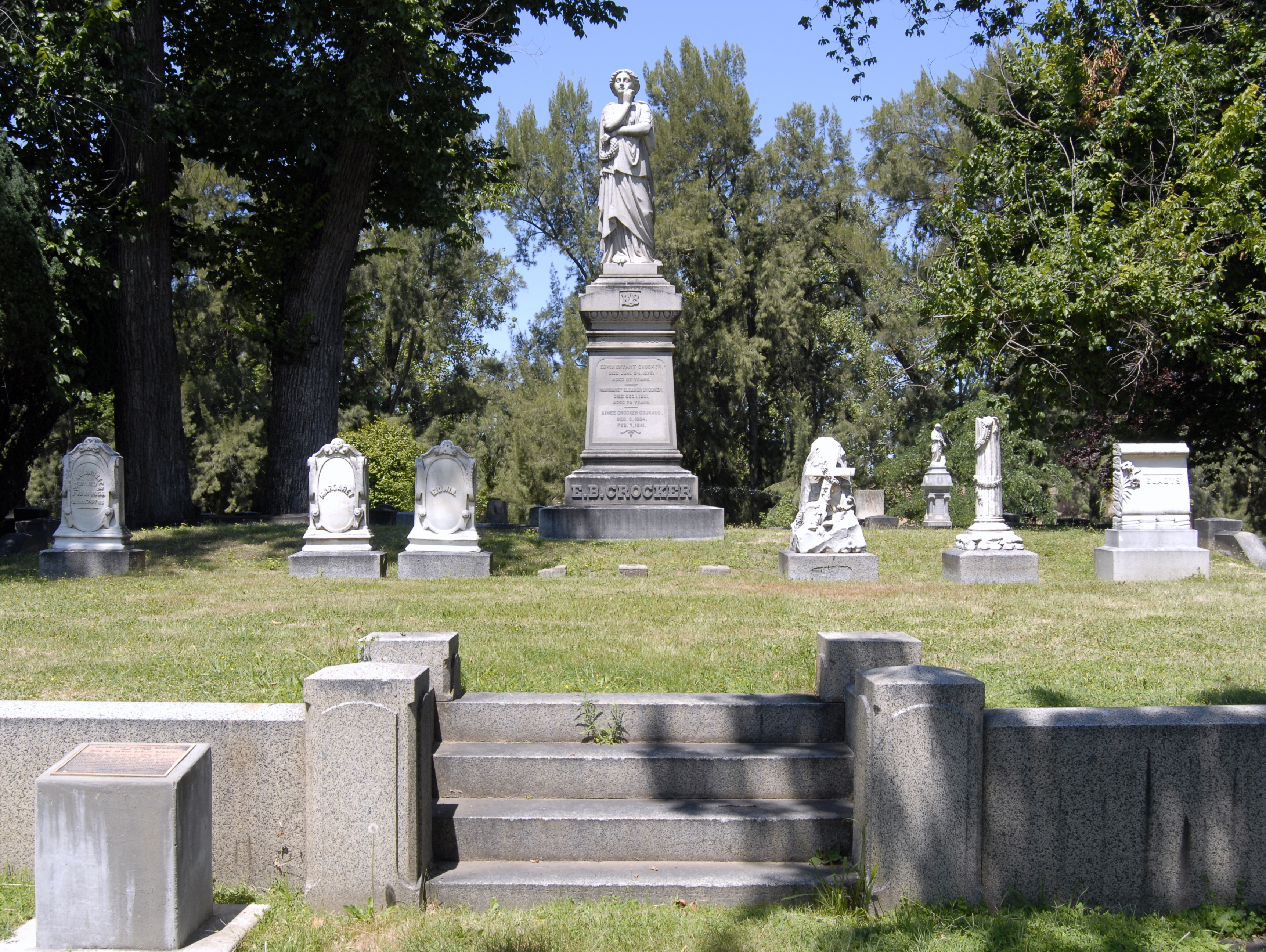
Le site funéraire de la famille Crocker.

Aimée Crocker mourut le 7 février 1941. Elle est inhumée avec son père, Edwin B. Crocker, au cimetière historique de Sacramento.